# ريكي بونز
ريكي بونز (بالإنجليزية: Ricky Bones)‏ هو مدرب كرة القاعدة ‏ أمريكي، ولد في 7 أبريل 1969 في ساليناس في الولايات المتحدة.

## وصلات خارجية
- ريكي بونز على موقع دوري كرة القاعدة الرئيسي (الإنجليزية)
- ريكي بونز على موقعبيزبول رفرنس.كوم (الدوري الرئيسي) (الإنجليزية)
- ريكي بونز على موقعبيزبول رفرنس.كوم (الدوري الثانوي) (الإنجليزية)
- ريكي بونز على موقع إي إس بي إن.كوم (أم.أل.بي) (الإنجليزية)
- ريكي بونز على موقع مشجعي الرسوم البيانية (الإنجليزية)